# NRJ Music Awards 2023
NRJ Music Awards 2023 est la 25e édition des NRJ Music Awards qui a eu lieu le 10 novembre 2023 au palais des festivals et des congrès de Cannes, retransmise sur TF1 et en simultané sur NRJ et présentée par Nikos Aliagas.

## Tournage

### Lieu
Cette édition se tient dans son lieu habituel de tournage, à savoir le palais des festivals et des congrès de Cannes.

### Production et organisation
La cérémonie est présentée par Nikos Aliagas, et ce pour la quatorzième fois.
Pour la première fois dans l’émission, cette édition n'a pas été diffusée en direct mais enregistrée quelques heures plus tôt en raison du risque d’attentat sur le territoire national. De plus, cette année, les différents artistes ne sont pas accueilli sur le mythique tapis rouge mais directement dans le Palais des Festivals et des Congrès. Enfin, lors de cette édition, l'intégralité des 18 prix ne sont pas remis durant la cérémonie et certains sont disponibles uniquement sur Internet après la soirée.

## Performances et artistes présents

### Performances en plateau
Plusieurs artistes se succèdent sur scène pour chanter un ou plusieurs de leurs tubes. Ci-dessous la liste par ordre chronologique de la soirée :
| Artiste(s)      | Artiste(s)        | Artiste(s)                           | Chanson(s)                                                                                                 |
| --------------- | ----------------- | ------------------------------------ | --- |
| Måneskin        | Måneskin          | Måneskin                             | Medley : - Beggin' - Baby Said - The Loneliest                                                             |
| Mika            | Mika              | Mika                                 | C'est la Vie                                                                                               |
| Loreen          | Loreen            | Loreen                               | Medley : - Is It Love - Tattoo                                                                             |
| Santa           | Santa             | Santa                                | Popcorn salé                                                                                               |
| Slimane         | Claudio Capéo     | Slimane & Claudio Capéo              | Medley : - Avant toi - Des milliers de je t’aime - La recette - Viens on s'aime - Si j’avais su - Chez toi |
| Kyo             | Kyo               | Kyo                                  | Medley : - Le Chemin - Dernière Danse - Je Cours                                                           |
| Louane          | Louane            | Louane                               | Medley : - Avenir - On était beau - Donne-moi ton cœur - Les étoiles                                       |
| Nuit Incolore   | Nuit Incolore     | Nuit Incolore                        | Dépassé |
| Joseph Kamel    | Joseph Kamel      | Joseph Kamel                         | Celui qui part                                                                                             |
|                 | Philippine Lavrey | Benson Boone feat. Philippine Lavrey | In The Stars                                                                                               |
| Gaëtan Roussel  | Isabelle Adjani   | Gaëtan Roussel & Isabelle Adjani     | Les courants d'air                                                                                         |
| Vitaa           | Vitaa             | Vitaa                                | Je n'oublie pas                                                                                            |
| Jain            | Jain              | Jain                                 | Medley : - Night heights - Makeba                                                                          |
| Bigflo et Oli   | MC Solaar         | Bigflo et Oli feat. MC Solaar        | Bons élèves                                                                                                |
| Paul Russell    | Paul Russell      | Paul Russell (en)                    | Lil Boo Thang                                                                                              |
| Kendji Girac    | Vianney           | Kendji Girac & Vianney               | Le Feu |
| Vianney         | Zazie             | Vianney & Zazie                      | Comment on fait                                                                                            |
| Pierre de Maere | Pierre de Maere   | Pierre de Maere                      | Enfant de                                                                                                  |
| Bianca Costa    | Bianca Costa      | Bianca Costa                         | Olé Olé |
| Chiloo          | Chiloo            | Chiloo                               | Au bord de la mer                                                                                          |
| Louane          | Louane            | Louane                               | Secret |
| Måneskin        | Måneskin          | Måneskin                             | Honey (Are U Coming)                                                                                       |
| Vacra           | Vacra             | Vacra                                | Tiki taka                                                                                                  |
| Calema          | Calema            | Calema                               | Te Amo |

### Artistes présents
Ci-après, la liste des artistes francophones ayant confirmé leur présence à la cérémonie :
- Bianca Costa
- Bigflo et Oli
- Boris Way
- Calema
- Chiloo
- Claudio Capéo
- Gaëtan Roussel
- Isabelle Adjani
- Jain
- Jeck
- Joseph Kamel
- Kendji Girac
- Kyo
- Louane
- MC Solaar
- Nuit Incolore
- Philippine Lavrey
- Pierre de Maere
- Ridsa
- Santa
- Slimane
- Tianaa
- Trinix
- Vacra
- Vianney
- Vitaa
- Zazie

Ci-après, la liste des artistes internationaux ayant confirmé leur présence à la cérémonie :
- Benson Boone
- Diddy (en duplex de Londres)
- Loreen
- Måneskin
- Mika
- Paul Russell (en)

## Palmarès
Ci-après, les lauréats et nommés cette année :
| Catégorie                                  | Lauréat(e) | Lauréat(e) | Lauréat(e)                             | Nommés | Remettant(s)                       |
| ------------------------------------------ | ---------- | ---------- | -------------------------------------- | --- | ---------------------------------- |
| Artiste féminine francophone de l'année    |            |            | Vitaa                                  | - Jain - Juliette Armanet - Louane - Mentissa - Santa - Shay | Indira Ampiot et Manu Levy         |
| Artiste féminine internationale de l'année |            |            | Dua Lipa                               | - Miley Cyrus - Olivia Rodrigo - Rihanna - Rosalía - Shakira - Taylor Swift | Måneskin                           |
| Artiste masculin francophone de l'année    |            |            | Slimane                                | - Claudio Capéo - Kendji Girac - Pierre de Maere - Ridsa - Vianney - Stromae | Louis Daube et Vanessa Demouy      |
| Artiste masculin international de l'année  |            |            | Ed Sheeran                             | - Calvin Harris - Jason Derulo - Lil Nas X - Maluma - Sam Smith - The Weeknd | Slimane et Tianaa                  |
| Révélation francophone de l'année          |            |            | Nuit Incolore                          | - Bianca Costa - Calema - Chiloo - Joseph Kamel - Vacra | Cauet                              |
| Révélation belge de l'année                |            |            | Sola                                   | - Saskia - Dystinct - Colt | Non remis au cours de la cérémonie |
| Révélation internationale de l'année       |            |            | Loreen                                 | - Ayra Starr - Becky G - David Kushner (en) - Karol G - Libianca | Nikos Aliagas                      |
| Groupe/duo francophone de l'année          |            |            | Bigflo et Oli                          | - Louise Attaque - Ofenbach - Trinix | Louane et Pierre de Maere          |
| Groupe/duo international de l'année        |            |            | Imagine Dragons                        | - Black Eyed Peas - Linkin Park - Måneskin - OneRepublic | Non remis au cours de la cérémonie |
| Chanson francophone de l'année             |            |            | Secret de Louane                       | - Chez toi de Slimane & Claudio Capéo - Enfant de de Pierre de Maere - / In The Stars de Benson Boone feat. Philippine Lavrey - Le Feu de Kendji Girac & Vianney - Popcorn salé de Santa | Kyo                                |
| Chanson internationale de l'année          |            |            | Flowers de Miley Cyrus                 | - Rush de Ayra Starr - Miracle de Calvin Harris feat. Ellie Goulding - Dance the Night de Dua Lipa - Eyes Closed d' Ed Sheeran - Waves de Imagine Dragons - Tattoo de Loreen - The Loneliest de Måneskin | Non remis au cours de la cérémonie |
| Clip francophone de l’année                |            |            | Dernière de Bigflo et Oli              | - Au bord de la mer de Chiloo - Love'n'Tendresse d' Eddy de Pretto - Mamma Mia de Mentissa - Popcorn salé de Santa - / Keep it Simple de Vianney feat. Mika | Zazie                              |
| Clip international de l'année              |            |            | Flowers de Miley Cyrus                 | - Dance the Night de Dua Lipa - Eyes Closed d' Ed Sheeran - The Loneliest de Måneskin - Vampire d' Olivia Rodrigo - / Unholy de Sam Smith feat. Kim Petras - Anti-Hero de Taylor Swift | Non remis au cours de la cérémonie |
| Collaboration francophone de l'année       |            |            | Chez toi de Slimane & Claudio Capéo    | - / In The Stars de Benson Boone feat. Philippine Lavrey - Le Feu de Kendji Girac & Vianney - / Casanova de Soolking feat. Gazo - / Call On Me - Vianney feat. Ed Sheeran | Just Riadh et Chantal Ladesou      |
| Collaboration internationale de l'année    |            |            | / Beso de Rosalía feat. Rauw Alejandro | - Miracle de Calvin Harris feat. Ellie Goulding - / When Love Sucks de Jason Derulo feat. Dido - TQG de Karol G feat. Shakira - / / Substitution de Kungs & Purple Disco Machine feat. Julian Perretta | Non remis au cours de la cérémonie |
| Social Hit                                 |            |            | Makeba de Jain                         | - / Baby d' Aya Nakamura - / Nocif d' Hamza feat. Damso - Défaite de Jeck - Room 69 de Tayc - Tiki taka de Vacra | Diddy                              |
| Reprise / adaptation                       |            |            | / Barbie Girl d' Aqua feat. Tiësto     | - / / Baby Don't Hurt Me de David Guetta feat. Anne-Marie & Coi Leray - / Premier Gaou de Francis Mercier & Magic System - / When Love Sucks de Jason Derulo feat. Dido - / / Creepin' de Metro Boomin feat. The Weeknd & 21 Savage - / Casanova de Soolking feat. Gazo - The Magic Key de Trinix feat. One-T | Non remis au cours de la cérémonie |
| Tournée francophone de l'année             |            |            | M. Pokora                              | - Angèle - Bigflo et Oli - Christophe Maé - Juliette Armanet - Lujipeka - -M- (Matthieu Chedid) - Soprano - Starmania | Non remis au cours de la cérémonie |
| DJ de l'année                              |            |            | David Guetta                           | - Boris Way - Calvin Harris - Kungs - Martin Solveig - Ofenbach - Tiësto | Non remis au cours de la cérémonie |
| Révélation allemande de l'année            |            |            | Leony                                  | - ClockClock - Kamrad - Loi - Twocolors | Non remis au cours de la cérémonie |
| Award d'honneur                            |            |            | Diddy                                  | Aucun | Nikos Aliagas                      |
| Award d'honneur                            |            |            | Måneskin                               | Aucun | Nikos Aliagas                      |